# Carmen Mastren
Carmen Mastren (* 6. Oktober 1913 in Cohoes, New York als Carmen Nicholas Mastandrea; † 31. März 1981 in Valley Stream auf Long Island) war ein US-amerikanischer Jazzmusiker (Gitarre, auch Banjo und Violine) und Arrangeur. Er war „vorzüglicher Rhythmusgitarrist“, der von Carl Kress, Dick McDonough und George Van Eps beeinflusst war.

## Leben und Wirken
Mastren lernte zunächst Geige und begann seine professionelle Laufbahn als Musiker 1931. 1934 ging er nach New York, wo er in der Band von Wingy Manone und Joe Marsala arbeitete. Dort nahm er 1935 mit Marsala, Sid Weiss und Roy Eldridge den Titel Swingin' on That Famous Door auf.
Von 1936 bis 1940 spielte er im Orchester von Tommy Dorsey (Stardust on the Moon, 1937). Er wurde in den Polls der Zeitschriften Down Beat (1937) und Metronome (1939, 1940) als bester Gitarrist hervorgehoben. Er schrieb auch die Arrangements zu einigen der populärsten Dorsey-Titel, wie Liebestraum, Dark Eyes, Melody in F (1937). In dieser Zeit entstanden auch Aufnahmen mit den Delta Four („Farewell Blues“, 1935), Billie Holiday, Mildred Bailey, 1939 mit den Metronome All-Stars und mit Sidney Bechet und Muggsy Spaniers Big Four („Four or Five Times“, 1940). Dann arbeitete er wieder bei Joe Marsala („Reunion in Harlem“, „Lover Register“, 1940/41).
Während des Zweiten Weltkrieges spielte er von 1943 bis 1945 in der Glenn Miller Air Force Band. In den 1940er Jahren war Mastren auch musikalischer Direktor und Orchesterleiter für Morton Downey. 1945/46 spielte er auch mit Ray McKinley und Bud Freeman. Von 1946 bis 1970 arbeitete er für die Today Show  und The Tonight Show des Senders NBC. Mastren spielte im Laufe seiner Karriere auch mit Raymond Scott, Bobby Hackett, Quincy Jones, Dick Hyman und Mel Powell. Mastren starb mit 68 Jahren an einem Herzinfarkt in seinem Haus in Valley Stream auf Long Island.

## Auswahldiskographie
- Banjorama (Mercury Records, mit Bucky Pizzarelli, Dick Hyman; 1967)

Mit Wingy Manone & Joe Marsala
- The Delta Four (Decca Records)

Mit Dick Hyman and His Orchestra
- Satchmo Remembered: The Music Of Louis Armstrong At Carnegie Hall (Atlantic Records)

Mit Bobby Hackett
- Jazz Impressions Of Lionel Bart's "Oliver!" (Epic Records)

Mit Quincy Jones
- The Wiz Soundtrack (Universal/MCA)

Mit Tommy Dorsey
- Tommy Dorsey and His Orchestra (Victor Records)
- The Song Is You w/ Frank Sinatra (RCA Records)
- Blue Orchids (Victor Records)

Mit Sidney Bechet & Muggsy Spanier
- Bechet-Spanier Quartet (Allegro Elite)

Mit Bud Freeman
- Jazz Vignettes on Tea For Two (Mercury Records)

Mit dem Wolverine Orchestra
- Sensation (Gennett Records)

## Lexikalische Einträge
- Richard Cook, Brian Morton: The Penguin Guide to Jazz on CD, LP and Cassette. 2. Auflage. Penguin, London 1994, ISBN 0-14-017949-6.
- Richard Cook, Brian Morton: The Penguin Guide to Jazz on CD. 6. Auflage. Penguin, London 2002, ISBN 0-14-051521-6.
- Wolf Kampmann (Hrsg.), unter Mitarbeit von Ekkehard Jost: Reclams Jazzlexikon. Reclam, Stuttgart 2003, ISBN 3-15-010528-5.